# Bar Británico

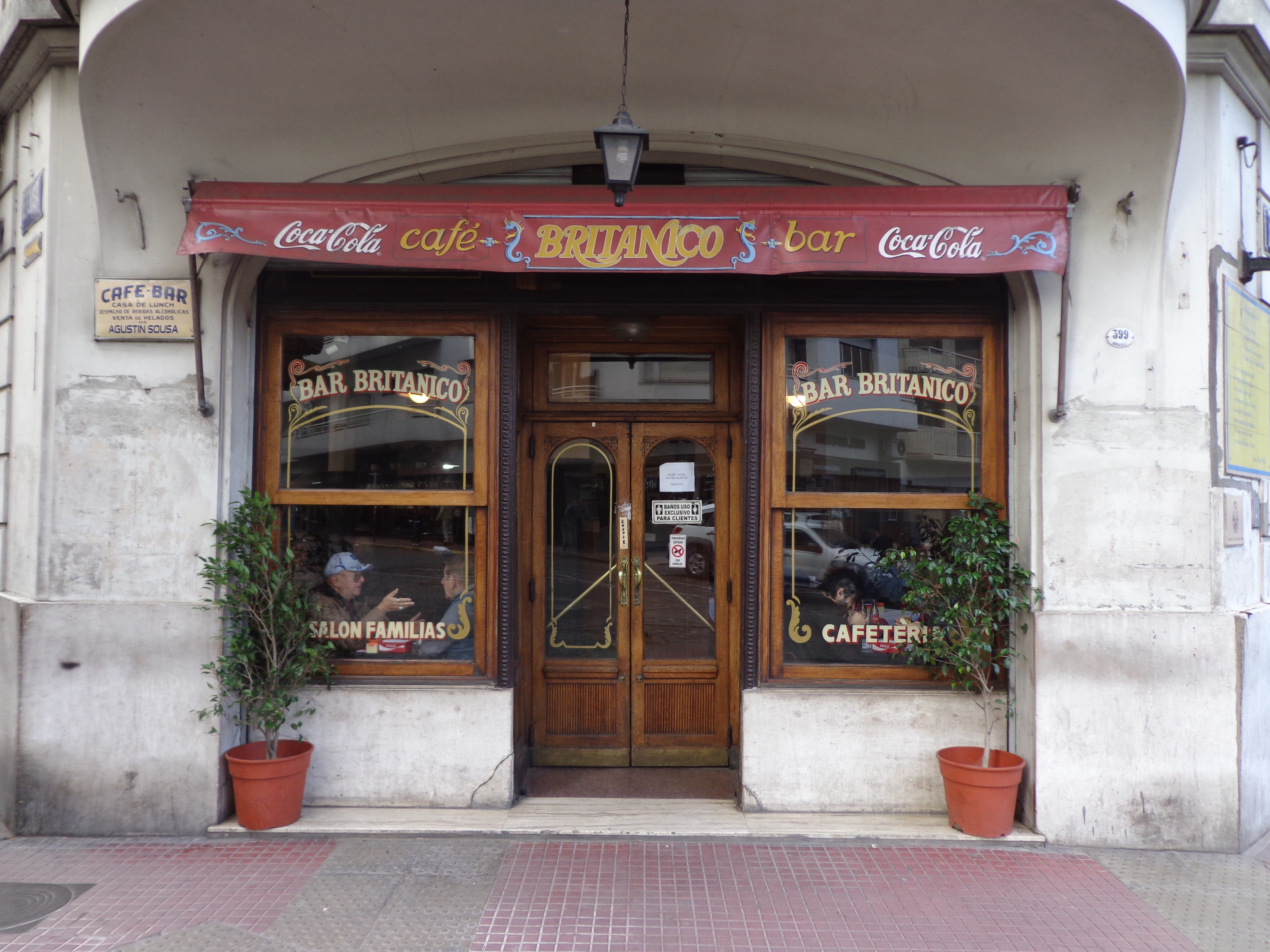
Clásica entrada al Bar y sus ventanales.

El Bar Británico es un café notable de la ciudad de Buenos Aires, ubicado en una esquina típica del barrio de San Telmo, en las calles Brasil y Defensa, frente a la entrada principal del Parque Lezama.

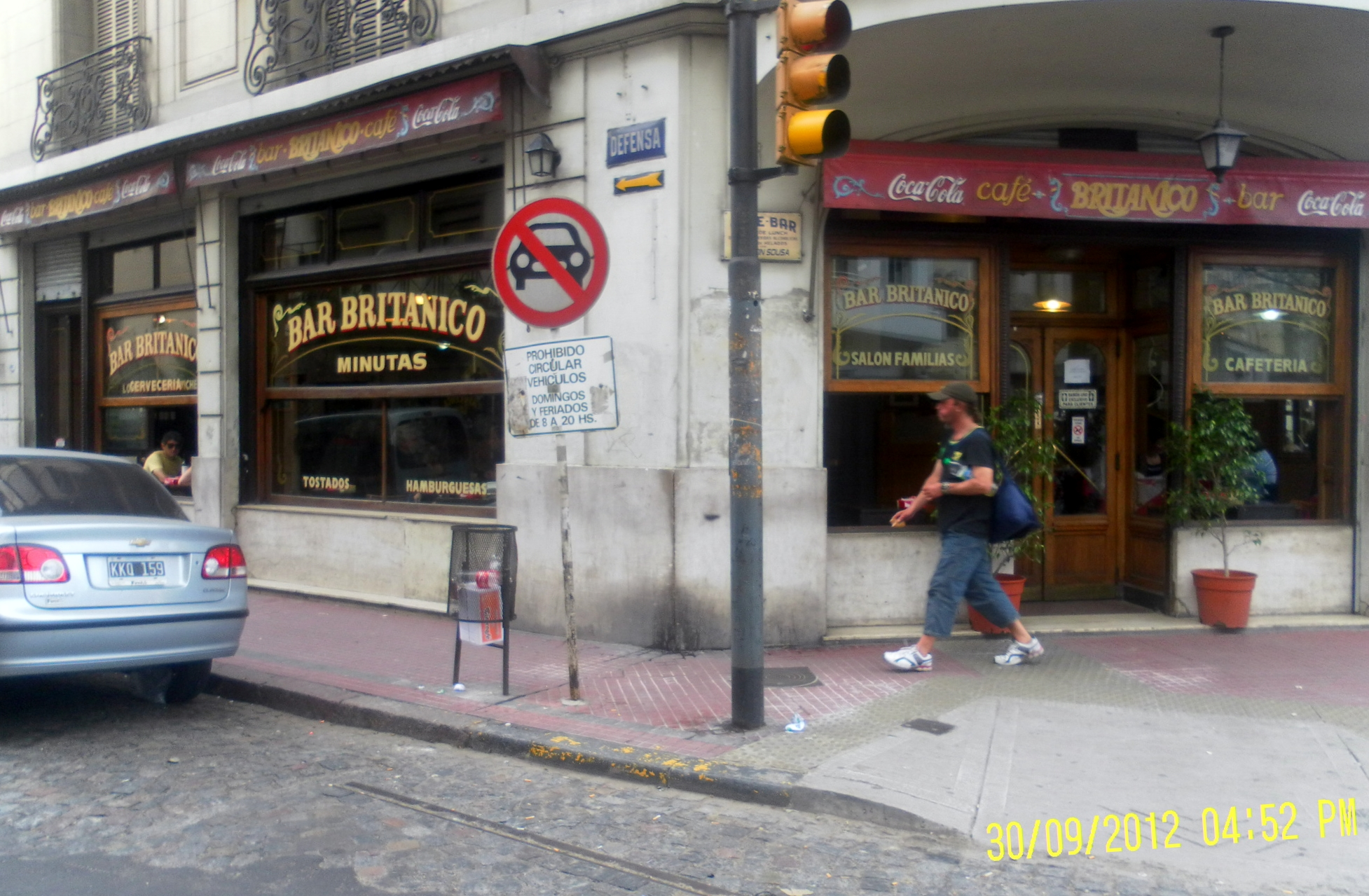
Ventanales de tipo "guillotina".

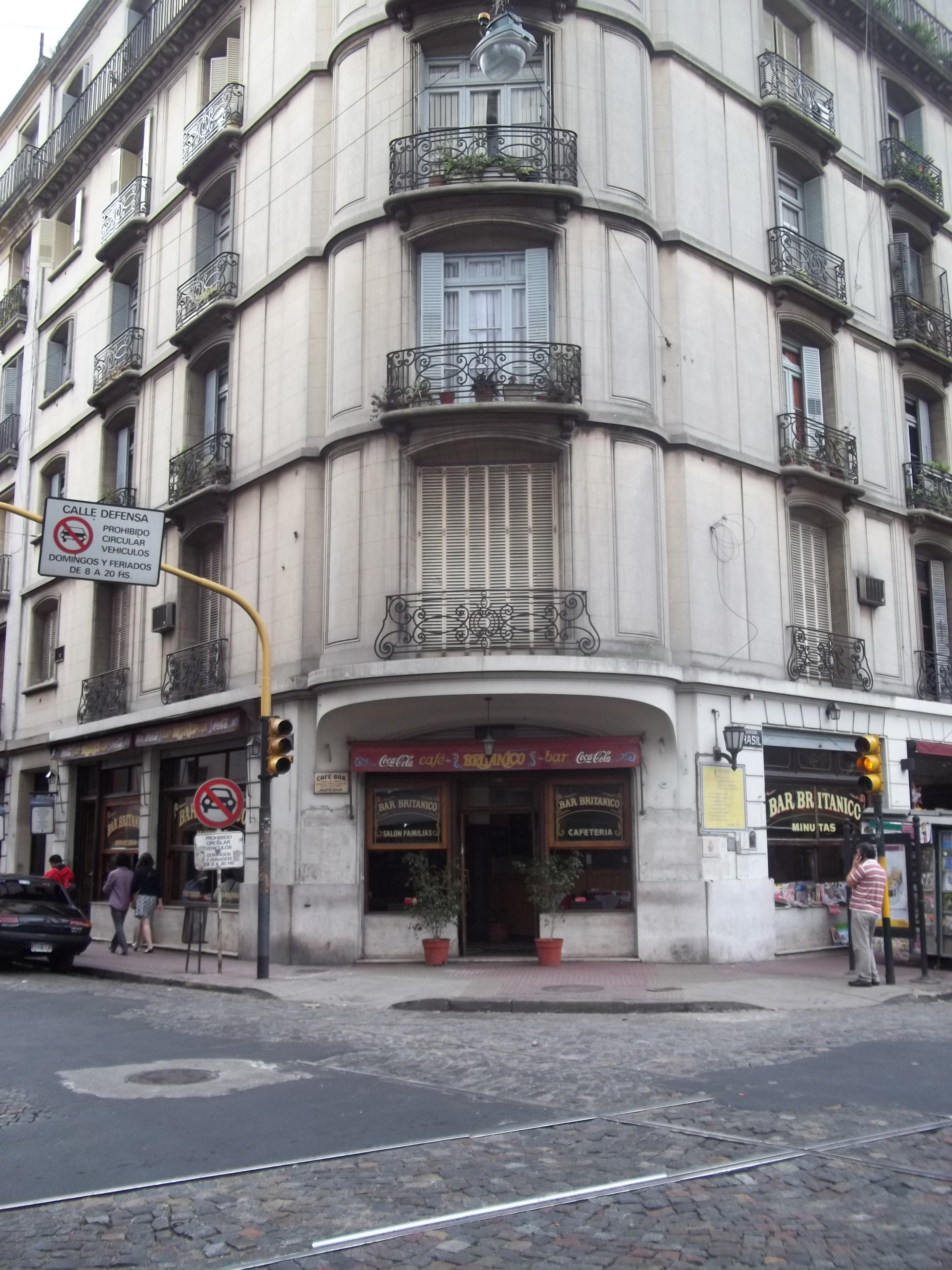
El edificio en Brasil y Defensa, en donde funciona el Bar Británico.

Antes de tomar su nombre actual, el local era la pulpería "La Cosechera". Según el relato histórico, allí concurrían los ingleses, entre ellos excombatientes de la Primera Guerra Mundial. También se cuenta que buena parte de los británicos que acudían eran empleados del Ferrocarril del Sud, una compañía del Reino Unido que operaba el tren que partía de plaza Constitución (hoy Ferrocarril Roca). Debido a los concurrentes en gran parte ingleses, es que se le habría cambiado el nombre a la pulpería por el de "Bar Británico" en 1928. Durante la Guerra de Malvinas, época en donde la dictadura militar impuso el cambio de nombres de todo espacio que hiciera referencia a Inglaterra, el bar se llamó temporalmente “El tánico”, borrando de los vidrios la sílaba "Bri-".
El Bar Británico, fue atendido hasta la década del 2000 por José Trillo, Pepe Miñones y Manolo Pose, los tres españoles que en la década de 1960 habían comprado el fondo de comercio del lugar. Uno de los mitos del lugar decía que el nombre fue una solución salomónica para acallar disidencias internas: uno de sus dueños era republicano y otro franquista confeso y, al menos en sus años mozos, debían alternar turnos para no verse las caras.
Los “gallegos” administradores, tomaron la costumbre de mantener el café abierto las 24 horas, y por ellos logró constituirse como refugio de personalidades de la cultura y la bohemia. Su entorno inspiró a Ernesto Sabato para ambientar escenas de su novela Sobre héroes y tumbas y su continua vigilia lo hicieron refugio obligado de noctámbulos y "tacheros".
El Británico fue declarado bar notable en 1998 por la comisión respectiva, dependiente del Ministerio de Cultura, que también se movilizó por su continuidad. También ha sido locación para la filmación de escenas de varias películas argentinas e internacionales, como Diarios de motocicleta y Tetro, de Francis Ford Coppola.
En 2006, Juan Pablo Benvenuto, presidente de la Sociedad San Andrés, propietaria del inmueble, argumentó la “necesidad de mejoras” y se negó a renovar el contrato al local. Cuando intentó recuperar la posesión, se encontró con la oposición de vecinos y parroquianos, que en un gesto simbólico le arrojaron las llaves de sus casas, bajo la imagen de que preferían entregar sus casas antes que renunciar al bar donde se juntaban. Incluso el vicepresidente de la Nación Daniel Scioli o el cantautor español Joaquín Sabina participaron del reclamo durante su visita a Buenos Aires en ese año. Con una juntada de firmas, se demostró que al menos 14 000 personas estaban en contra del cierre del simbólico café.
El periodista y escritor Enrique Symns relató escenas del pasado junto a los miembros de los Redonditos de Ricota, legendaria banda del rock argentino, y otros artistas nacionales como el actor Daniel Aráoz, el violinista Jorge Pinchevsky, el bajista Alejandro Medina, e integrantes de la banda Los Piojos. Fernando Iglesias relató también las reuniones del Foro del Bar Británico, organizado por Juan Carlos Gené en 2002, y reunió a intelectuales como Horacio González y Álvaro Abós, a músicos como Raúl Carnota, y a otros. A pesar de los esfuerzos, el bar fue finalmente desalojado en junio de 2006, con un operativo policial.
Finalmente, el local fue comprado por Agustín Souza, quien decidió restaurarlo y agregar muebles nuevos (como un piso de baldosas graníticas, un aire acondicionado nuevo, una chopera y otras adquisiciones), para poder reabrirlo en febrero de 2007, con un evento público festejado por vecinos y habitués y cubierto por todos los medios masivos de comunicación de la ciudad. El 12 de agosto de 2014, por la imposibilidad de mantenerlo, fue nuevamente cerrado. Pero reabrió sus puertas el 11 de noviembre por los hermanos Aznarez.